# Soltecos
Soltecos (Sing. Solteco).- Pleme američkih Indijanaca jezične porodice Zapotecan nastanjeno u meksičkoj državi Oaxaca u distriktu Sola de Vega. Ovo ime Indijanci su dobili prema lokaciji (Sola de Vega + tecos). Pleme Soltecos pripada užoj grupi poznatoj kao Chatino. Godine 2005. navodi se broj od tek 70 Solteco Indijanaca. Ovdje treba dodati da je sigurno njihov znatan dio hispaniziran ili govori zapotečki, kao i to da meksički podaci kada se govori o Indijancima navode samo osobe starije od 5 godina, ako govore domorodačkim jezikom. 

## Vanjske poveznice
- Populacijska tabla, Mexico  Arhivirana inačica izvorne stranice od 27. rujna 2007. (Wayback Machine)